# Targaryendraco
Targaryendraco (il cui nome significa "drago dei Targaryen") è un genere estinto di pterosauro pterodactyloide targaryendraconide vissuto nel Cretacico inferiore, circa 132 milioni di anni fa (Hauteriviano), in quella che oggi è Hannover, nella Germania settentrionale. Il genere contiene una singola specie, ossia T. wiedenrothi.

## Descrizione
Gli autori che hanno descritto l'animale si sono astenuti dal fornire una stima sulle dimensioni, in considerazione della natura frammentaria del fossile. Tuttavia, cercando di stimare l'apertura alare sulla base delle specie più strettamente hanno stimato un'apertura alare tra i 2,9 e i 4 metri.
Gli autori della descrizione hanno indicato un singolo tratto distintivo. Si tratta di un'autapomorfia, un carattere unico derivato. La sinfisi delle mandibola presenta sulla linea mediana un processo odontoideo, o simile ad un dente, formato da una confluenza delle creste laterali del solco occlusale, nella superficie superiore dei dentari articolari.

## Classificazione
Nella sua descrizione del 2019, Targaryendraco è stato collocato all'interno di Lanceodontia, nel nuovo clade Targaryendraconia, più precisamente all'interno della nuova famiglia Targaryendraconidae. All'interno dell'ultimo clade forma una politomia con Aussiedraco e Barbosania.

## Scoperta e denominazione
Nel luglio 1984, il paleontologo dilettante Kurt Wiedenroth scoprì uno scheletro frammentario di pterosauro nella fossa di argilla di Engelbostel, al margine meridionale della città di Hannover.
Nel 1990, Rupert Wild descrisse la scoperta come una nuova specie di Ornithocheirus: Ornithocheirus wiedenrothi. Il nome specifico era stato dato in onore a Wiedenroth in quanto suo scopritore. Wild considerava lo scheletro simile ad Ornithocheirus compressirostris, all'epoca visto come la specie tip di Ornithocheirus.
L'olotipo, SMNS 56628, è stato ritrovato in uno strato della Formazione Stadthagen risalente all'Hauteriviano, circa 132 milioni di anni. È costituito da uno scheletro parziale con mandibola. L'olotipo comprende la parte anteriore e quella posteriore della sinfisi mandibolare, una costola parziale, le estremità distali del radio sinistro e dell'ulna, l'estremità prossimale e distale del terzo metacarpale sinistro e un pezzo di una falange, probabilmente il primo del terzo dito sinistro. L'esemplare potrebbe rappresentare un individuo subadulto. Il fossile fa parte della collezione del Museo Staatliches für Naturkunde di Stoccarda. Rappresenta il più completo esemplare di pterosauro del Cretaceo inferiore ritrovato in Germania.
Nel 2001, David Unwin suggerì che l'esemplare poteva rappresentare una specie di Lonchodectes; Lo stesso Ornithocheirus compressirostris fu infine inserito in questo genere. Nel 2013, Taissa Rodrigues e Alexander Kellner hanno concluso che in ogni caso l'esemplare non apparteneva al genere Ornithocheirus. Nel 2019, Pascal Abel diede all'esemplare un genere e una specie a sé stante.
Nel novembre 2019, Rodrigo Pêgas, Borja Holgado e María Eduarda Santos de Castro Leal hanno nominarono e descrissero il genere Targaryendraco. Il nome generico combina un riferimento alla Casa Targaryen, con la parola latina draco ossia "drago". Targaryen si riferisce alla serie di romanzi fantasy Cronache del ghiaccio e del fuoco, in cui sono presenti vari draghi. Proprio come i draghi della saga, anche questo fossile ha ossa scure. Essendo la specie tipo originale Ornithocheirus wiedenrothi, la combinatio nova è Targaryendraco wiedenrothi.